# Домбил
Домбил (њем. Dombühl) град је у њемачкој савезној држави Баварска. Једно је од 58 општинских средишта округа Ансбах. Према процјени из 2010. у граду је живјело 1.669 становника. Посједује регионалну шифру (AGS) 9571137.

## Географски и демографски подаци
Домбил се налази у савезној држави Баварска у округу Ансбах. Град се налази на надморској висини од 470 метара. Површина општине износи 17,9 km². У самом граду је, према процјени из 2010. године, живјело 1.669 становника. Просјечна густина становништва износи 93 становника/km².